# Jef Bruyninckx
Jozef F. S. (Jef) Bruyninckx (Duffel 13 augustus 1919 - Antwerpen 15 januari 1995) was een belangrijk en populair Vlaams acteur en film- en televisieregisseur. Hij stond mee aan de wieg zowel van de Vlaamse filmproductie als van de Vlaamse televisie, waarin hij ook later een belangrijke rol is blijven spelen.
Bruyninckx doceerde ook montage aan de Koninklijke Academie voor Schone Kunsten in Gent.

## Acteur
Na optredens in amateurgezelschappen in Duffel en Lier, verwierf Bruyninckx aanvankelijk vooral bekendheid door zijn hoofdrol als de Witte van Zichem in de gelijknamige Vlaamse succesfilm van Jan Vanderheyden (1934). De meeste mensen herinneren hem zich sindsdien  als "Jefke" Bruyninckx. In de daaropvolgende reeks volksfilms van Vanderheyden speelde hij ook telkens een van de hoofdrollen.
Hij trad ook op als gastacteur in de Koninklijke Nederlandse Schouwburg en in de Empire-Schouwburg, beide in Antwerpen. Ook op TV speelde hij mee in diverse jeugd- en ontspanningsprogramma's. In de jeugdserie Jan Zonder Vrees speelde hij in 1956 de rol van Dokus. Als filmacteur trad hij in 1986 nog op in de film Paniekzaaiers rond het duo Gaston en Leo van Patrick Le Bon.

## Filmregisseur
Vanaf 1938 was hij ook opnameleider, regie- en montage-assistent bij Jan Vanderheyden. Sinds de jaren veertig deed hij ook regie-assistentie en montage bij andere regisseurs, onder meer bij Edith Kiel en Emile-Georges De Meyst. In de jaren vijftig werkt hij met Joris Diels en later nog met Raoul Servais.
In de jaren vijftig en zestig regisseerde Jef Bruyninckx zelf enkele documentaires, korte speelfilms en komedies met de acteurs Charles Janssens en Co Flower. Nadat het Ministerie van Economische Zaken in 1952 voor het eerst enige vorm van subsidiëring voorzag, richtte men de productiegroep Neptunus Film op, die Bruyninckx zou toelaten een aantal films te draaien.
Na een studiereis in 1954 naar Hollywood met Emile-Georges De Meyst en Charles Dekeukeleire, begon Bruyninckx aan een reeks van vijf films, waarmee hij toch op een hoger niveau mikte dan de films van Edith Kiel. Voor de muziek deed hij hiervoor een beroep op Hans Flower. Voor zijn eerste film als regisseur De klucht van de brave moordenaar, gebaseerd op een toneelstuk van Jos Janssen, schreef hij ook zelf met Joz Van Liempt het scenario. Niettemin werd het financieel steeds moeilijker om uit de kosten te komen. Na de producties van Vanderheyden en Kiel wordt de productieperiode van dit genre volksfilms met Jef Bruyninckx dan ook einde jaren vijftig afgesloten.

## Tv-regisseur
In 1954 begon Bruyninckx, aanvankelijk op freelance basis, te werken bij de pas in 1953 opgerichte Vlaamse televisie (toen nog N.I.R.). Hier zou hij het grootste deel van zijn carrière verder werken als monteur en regisseur, onder meer van talrijke ontspanningsprogramma's zoals Zeg maar Henk en Gaston en Leo. (vanaf 1961 tot 1984 met een jaarcontract). Hij was ook regelmatig gastregisseur in Nederland.
Bruyninckx overleed in 1995 op 75-jarige leeftijd aan kanker.

## Enkele films
Jef Bruyninckx was regisseur van onder meer de volgende films :
- De klucht van de brave moordenaar (1956)
- Vuur, liefde en vitaminen (1956)
- Wat doen we met de liefde? (1957)
- Het geluk komt morgen (1958)
- Vrijgezel met 40 kinderen (1958)
- De Ordonnans / At the Drop of a Head  (vervangend regisseur; 1962)

Enkele korte speelfilms :
- De fantastische ronde (1957)
- Interdit aux chiens (1959)
- Sacha en vacances (1959)
- Sacha en ville (1962)

Enkele documentaires :
- Koning Voetbal (1956)
- De gouden gondel (1957)
- Voor elk wat wils (1958)
- Wakers aan de wereldpoort (1959)
- Terwijl de stad slaapt (1960)
- De stem der stilte (1965)